# 自治体特選ストア
自治体特選ストア（じちたいとくせんストア）はかつて存在した通信販売サービスである。F&Bホールディングス企業連合（代表構成員　株式会社cotode）が運営していた。

## 仕組み
F&Bホールディングス企業連合（代表構成員 株式会社cotode）が自治体等の参加団体と契約し、Yahoo!ショッピング上に通販サイトを構築して運営する。自治体がcotodeに支払う委託費用はおおむね初期費用200万円、運用費として月15万円（消費税別途）がかかる。
契約した団体は地域の出品者（生産者、事業者とも）を募る。団体によっては出品者を探すことや商品を撮影し紹介文を書くほか、さらなるPR活動のために追加の、または独自の費用を負担することもある。Yahoo!ショッピングに注文が入るとcotodeは出品者に連絡、原則として佐川急便株式会社に集荷、発送させる。cotodeは売り上げから様々な手数料を引いた残りの金額を後日まとめて出品者に支払う。運営に当たるcotodeは基本的に在庫を持たず、食肉販売業許可などの必要もない、ドロップシッピングの形態をとる。

## 名称

### F&B良品、FB良品
F&B良品（エフアンドビイりょうひん）またはFB良品(エフビイりょうひん)は当初の名称。初期には「ファンバイりょうひん」とも読まれた。
F&B良品に関する登録商標は当時武雄市長だった樋渡啓祐が個人名義かつFB良品の費用負担で登録したものである。
「F&B良品」の名前から混同を招くことがあるが、以前から無印良品ブランドを展開している株式会社良品計画やS&B食品、フェイスブック株式会社が提供するFacebook（FBと略されることが多い）との関係は一切ない。樋渡はFB良品について、無印良品を真似たと著書に記している。武雄市職員（当時）山田恭輔は「無印とか」「S&Bとか」「今の所怒られておりません」と講演した。
2011年11月7日に佐賀県武雄市でF&B良品TAKEOを開設、株式会社アラタナのSocialGateWayを販売システムとして株式会社SIIIS（当時の代表取締役 杉山隆志）の用意したFacebookページ内に表示、商品の購入にはFacebookアカウントが必要だった。注文を出品者に連絡するのは有限会社アイティワン（代表取締役 犬塚浩之）だった。当初一年間の費用は総額で76万円程と発表されたが、物産まつり実行委員会でのFB良品に関する決算額は2011年度が131万1765円、2012年度が204万9398円に及んだ。2013年度には134万8千円が予算化されていた。これらの費用に加えて、武雄市が事業に従事させている複数の職員の人件費・旅費がさらにかかっている。
2011年12月14日に他の自治体への展開を発表。2012年3月9日に協定書を締結してF&Bホールディングス企業連合を成立させていたのが後に判明。武雄市以外では初めて5月1日に鹿児島県薩摩川内市と契約し同月11日にF&B良品SATSUMASENDAIが開設された。注文を出品者に連絡するのはFun Pay株式会社（代表取締役 寺田由雄）だった。
2012年12月8日に販売システムをGMO MakeShopへ移行し、商品の購入にFacebookアカウントが不要となった。同じく不要となったFacebookページにはSocialGateWayに変えて、同じく株式会社アラタナのZeebleを用いて商品の一覧を表示していた時期があった。注文を出品者に連絡するのも株式会社SIIISとなった。
2013年1月、佐川急便株式会社と業務提携し配送を担当するようになったが、必ずしも従われてはおらず、後には選択できるようにもされた。連絡業務も担当していた時期があった。
2013年9月1日10時にFB良品としてのサービスを終了した。
使用していたドメインでは、大分県の通販会社をうたうウェブサイトへと誘導するページが表示されていた。

### JAPAN satisfaction guaranteed
JAPAN satisfaction guaranteed（ジャパン・サティスファクション・ギャランティード、JAPANsgと略される）は2013年9月4日からの名称。
satisfaction guaranteed（サティスファクション・ギャランティード）はシンガポールに籍を置く企業、SATISFACTION GUARANTEED PTE LTD（CEO 佐藤俊介）が有する商標だった。2013年6月25日に武雄市でsatisfaction guaranteedとの提携とJAPAN satisfaction guaranteedへの改名を決定した。佐藤俊介は武雄市の市政アドバイザーに就任した。JAPAN satisfaction guaranteedの商標もSATISFACTION GUARANTEED PTE LTDが登録した。
2013年9月のFB良品終了後、予定していた3日12時から一日遅れた4日になってJAPAN satisfaction guaranteedとして開始された。
2014年1月、Yahoo!ショッピングへ一部出品を開始。2014年4月をめどに移転しGMO MakeShopのサイトを閉鎖することが通知、発表されたが、10月まで遅れた。
SATISFACTION GUARANTEED PTE LTDからS1O PARTNERS PTE LTD（本社：シンガポール、CEO：佐藤俊介）にマネジメント・バイ・アウトによるsatisfaction guaranteedブランド事業の譲渡を行ったという2014年8月8日付けのプレスリリースが公開され、行われていたsatisfaction guaranteedブランドのライセンス期限が、2014年内となることが明記されていた。
このことを受け、樋渡も自身のブログの中で、名称変更を行うことを示唆した。
また、佐藤俊介はライセンス契約の解除とともに武雄市の市政アドバイザーを辞任した。
使用していたドメインではYahoo!ショッピングへの転送が行われていたが、ドメインの所有者が変わり旧サイトを装ったオンラインカジノ関連のリンクを含むサイトになっている。

### 自治体特選ストア
自治体特選ストア（じちたいとくせんストア）は2014年10月1日からの名称。
改名と同時にYahoo!ショッピングへの移行とGMO MakeShopのサイトの閉鎖が2014年4月とされていた予定より半年ほど遅れて実現された。
商標は武雄市が2014年11月14日に出願している。
2018年3月29日に終了した。

## 関連団体

### F&Bホールディングス企業連合
参加団体と契約している任意団体。
2011年12月14日、武雄市公式ツイッターが「FB良品ホールディングス協議会設立発表会」を告知した。
同日「F&B良品ホールディングス設立発表会」が開催され、「F&B良品ホールディングス」及び「F&B Holdings」と表記される組織について説明が行われた。
樋渡は「会議の集合体、企業が入ったり、自治体が入るということで、ホールディングスという名前を付けた」とした。
武雄市役所はその模様についてFacebookページにて「『F&B良品』ホールディングス協議会」の設立を発表と伝えた。
武雄市長(当時)樋渡啓祐はシステム提供料金100万円と運営費用それぞれの3分の1、あるいはまた会見で導入費用200万円、維持費用を年間150万円としつつ、総利益の3分の1を武雄市が取るとしていた。
2012年3月9日にF&Bホールディングス企業連合として株式会社SIIISを代表構成員、武雄市、株式会社アラタナから構成されていたことが後に判明。
2013年3月に株式会社アラタナが脱退。
武雄市議会平成25年3月定例会にて市長(当時)の樋渡は、自身が「会長」であることを明かしつつ「もうホールディングスという言葉はやめます」と答弁したが、4月1日現在の坂戸市競争入札参加資格者名簿には「F＆Bホールディングス企業連合 代表構成員 株式会社 SIIIS 代表取締役 杉山隆志」と記載され、以降も名称の変更は確認されていない。
2013年9月2日には株式会社SIIISを代表構成員、武雄市、株式会社サティスファクションギャランティードジャパンから構成されており、鎌倉市議会総務常任委員会協議会ではそれ以前の団体とは別団体であると報告された。
2014年度に武雄市が脱退。
2014年5月22日、株式会社SIIISが株式会社cotodeの分社を公告、「自治体運営型通信販売サービスに関する事業」に関する権利義務を承継させた。
2014年8月31日、株式会社サティスファクションギャランティードジャパンが脱退。
2014年10月、1日付けで株式会社サティスファクションギャランティードジャパンの脱退と株式会社47PLANNING（代表取締役 鈴木賢治）の加入を通知。

### 全国「自治体特選ストア」運営協議会
2013年6月25日に設立されたFB良品の運営協議会が即日、名称をジャパン・サティスファクション・ギャランティード運営協議会に変更した。会長は樋渡啓祐。武雄市主導から参加団体の合議制で展開とされたが、三島市議会経済建設委員会にて樋渡啓祐が相当強力なリーダーシップを持っていること、参加している松阪市長も合議でなくて結構だとしながらも多少の情報提供は求めていたこと、結局樋渡啓祐の方針に対して三島市は意思決定には参加しないことが報告された。
現在の名称は全国「自治体特選ストア」運営協議会。

## 状況

### 苦戦の報告
大刀洗町議会では2012年12月定例会で7月25日の開設から12月12日までの売り上げが42万円だったこと、2013年9月定例会でも1年間の売り上げが126万円だったことが報告された。
2013年4月、多可町について開設4ヶ月の売り上げが目標の四分の一に満たない約14万円だったと報じられた。
2014年9月、三島市は売り上げも振るわず、シティプロモーションとしての効果もないとして撤退を発表した（後述）。
2014年10月には松阪市議会で平成25年度の売り上げが5万7805円だったことが報告され、市議（当時）中瀬古初美が2014年8月までにかかった運営委託費のみの合計が175万5000円だったのに対して売上金額が9万4745円、ホームページ訪問者数が1万3440人であり松阪市のホームページのアクセスが4万6千だったことを挙げながら初期投資を含む費用を質問したところ、平成25年度は委託費や旅費、PR費に377万1372円がかかっていたこと、平成26年度は清算ができておらず委託費のみが報告され、市長（当時）山中光茂は費用対効果は決して悪くないと答弁した。。
2015年1月には鞍手町について月15万円の運用費を支払いながら加入1年後の総売り上げが20万円程度だったこと、翌2月には町が効果が低いと判断して2014年度末での離脱を決めたことが報じられ、3月31日に終了した。
さらに同1月、石垣市行政評価外部評価委員会が2013年度事業を審査、石垣島sgについてサイト運営費200万円に対し4月から12月の売り上げが20万円弱なのは費用対効果が低いとして事業の廃止を報告し、3月31日に終了した。
2015年5月にはそれまでの脱会理由として関市が「売り上げが年経費に到底届かなかった」「名称変更が多く消費者に浸透を図るのが難しかった」、陸前高田市が「サイトが変わって効果が弱くなった」、京丹後市が「売り上げが運営費を大きく下回り、費用対効果が見込めなかった」だったことが報じられた。
2017年2月14日に上板町について、年間約190万円の負担金に見合う売り上げが上がっておらず、町は今後も売り上げが伸びる見込みがないと判断したとして脱退が報じられた。また脱退する自治体が相次いだことについても売り上げが思うように伸びなかったほか、たび重なる改名への反発が噴出したと伝えた。

### 鎌倉sgの中止
発端は鎌倉市長松尾崇が東京で武雄市長（当時）樋渡啓祐からF&B良品の話を聞いたことだった。松尾はまず市民活動部に随意契約させようとして2012年6月と8月に株式会社SIIISの説明を受けさせたが、市民活動部は既に同様のシステム運用を手掛ける事業者が多数あるため随意契約はできず一般競争入札となるとして断った。松尾は代わりに政策創造担当を当てて2013年1月に神奈川県から起業支援型地域雇用創造事業として補助金を得ようとした。しかし契約相手であるF&Bホールディングス企業連合が県外の団体なため事業に該当せず、3月に重点分野雇用創出事業へと変更した。6月議会で補正予算案が議決、7月に補助金交付が決定、9月に業務委託契約が締結された。SIIIS東京オフィスから補助金で雇用する求人が勤務地東京として登録・公開され、2名が採用となったとされる。
10月1日に武雄市でFB良品について住民訴訟が起こされたことを受け、18日に総務常任委員会協議会が開催された。補助金について厚生労働省から納税義務のない相手に消費税を支払うことのないよう通達が出ているが、契約相手であるF&Bホールディングス企業連合が納税義務のない任意組合であり、その構成員である武雄市にも消費税がかからないことから、鎌倉市が支払うことになっている消費税が問題となり、支払うべき消費税の額を決める根拠として企業連合の出資比率が求められた。
22日に総務常任委員会協議会が再開され、SIIISは利益の分配を契約ごとであると説明。鎌倉市との契約では武雄市には分配しないと回答して来たが、求められていた出資比率は提出されなかった。30日の総務常任委員会協議会では要求された資料が揃わないことを受け、31日に予定されていたサイトの開設が延期された。
武雄市から文書が到着して11月19日に総務常任委員会協議会が再開されたが、文書では武雄市が消費税を適正に処理するとされており、武雄市が免税者であるにもかかわらず鎌倉市が武雄市分も消費税を支払うことになる問題は未解決のままだった。12月になり市議会定例会が始まっても適切な説明が行われることはなく、19日に市長が断念し中止が決まった。
後に2012年3月から2013年12月までの武雄市の出資が400万とされる文書が開示された。

### 三島sgの撤退
樋渡啓祐氏三島講演実行委員会(実行委員長 寺西隆行)の主催で2012年10月22日に樋渡の講演が三島市で開催された。三島市はこの講演を聞いた経済界からの要望で「FB良品みしま」が始まったとしている。市議松田吉嗣は、経済界とは商工会議所だと思うとした。
三島市では地元の運営にあたる「FB良品みしま運営協議会」を組織。3社から見積もりを実施し一番安かった株式会社結屋(代表取締役 川村結里子)を協議会のコーディネーターとして年間78万5,400円を支払った。三島市ではこのコーディネーターが商品の発掘、出品に当たって写真撮影やストーリー付け、連絡調整を担った。川村は2012年10月の講演会を後援した団体のひとつ、三島バル実行委員会の実行委員長でもあり、三島バル実行委員会も含めて大変な金額がこの会社に行っていると市議佐野淳祥が指摘している。
「FB良品みしま」が2013年8月8日に立ち上がった翌月、早くも「三島sg」への改名に見舞われたが、三島市は加入時にこの改名があることを認識していなかった。Yahoo!ショッピングへの参加も事前の連絡はなかった。FB良品みしま運営協議会の会長でもある産業振興部長宮崎真行は、樋渡のワンマンぶりには憤りを覚えており、自分たちは公の中で税金を使っているのだから樋渡の決定に全部従うわけにはいかないとし、いくら三島市がパフォーマンスしても目立つのはFB良品やJAPANsgのサイトであり、費用対効果の面から違ったやり方があると示唆した。
産業振興部長宮崎は、2014年6月市議会で、思うような売り上げやサイトへのアクセス数の増加などがJAPANsg全体としも依然として厳しい状況であること。また、JAPANsgを運営しているＦＢホールディングス企業連合について、武雄市が脱退し、JAPANsgへのブランド名の変更、再編の話が進んでおり、自治体運営型ショッピングサイトとしての魅力と信頼性に欠けることなどから、「撤退も視野に入れた中で検討をせざるを得ない」と発言。ただ、今回の経験から得たノウハウを生かせる、三島市独自の新たな事業展開の検討も考慮していると述べた。
2014年6月市議会では、初期費用を別として2013年度は月額22万円をかけながら売り上げは月平均6万円、参加21市町のなかで7位だったこと、三島sgへのアクセス数は市のホームページの約19分の1でありシティプロモーションの面からも非常に厳しいと報告されている。
同年9月に三島sgの撤退を正式に発表。同月市議会でFB良品からJAPANsg、さらに新たなブランド名に変わることは消費者からの信頼を失いかねない状況であることを踏まえ、7月22日にFB良品みしま運営協議会で契約解除を決定したと説明した。市議松田からは550万円をどぶに捨てた、振り込め詐欺に遭ったようなもので、高い授業料を払ったようなものだと評された。8月末までの売り上げが59万円、アクセス数も市のホームページの20分の1になっており、教訓として「FBにしろsgにしろ、全国的なPRや認知に結びついていなく、いかに通販サイトに誘導するかは、参加市町が全体で主体的に考えるべきではなかったのか」と報告した。また「FB良品」が樋渡の商標となっていることが心配され、FB良品みしま運営協議会は9月分までのランニングコストを精算後、11月上旬に解散とされた。最後に三島市長豊岡武士からも「高い授業料を払うことになった」としめくくられた。

### 自治体特選ストアの終了
2018年3月29日、自治体特選ストアが終了した。加入団体が4団体にまで減少したことで今後の継続について非常に困難であるとし、協議の上で運営協議会の解散となったと南砺市長田中幹夫は市議会で答弁、平成31年度から予定していたとする新たな市単独のECサイトへの移行までの期間に最小限の機能を維持したECサイトを開設するとした。

## 沿革
- 2011年（平成23年）- 11月7日、佐賀県武雄市が「FB良品 武雄」を開設。
  - 12月16日、「F＆B良品」「FB良品」「FB＼＆＼良品」の各商標を武雄市長の樋渡啓祐によって個人的に出願して登録。
- 2012年（平成24年）- 5月11日、鹿児島県薩摩川内市が「FB良品 薩摩川内」を開設。
  - 7月5日、岩手県陸前高田市が「FB良品 陸前高田」を開設。
  - 7月25日、福岡県大刀洗町が「FB良品 大刀洗」を開設。
  - 10月15日、燕三条ブランド検討委員会が「FB良品 燕三条」を開設[82]。
  - 10月19日、那須未来株式会社が栃木県那須町から委託を受けて「FB良品 那須高原」を開設[83][84]。
  - 11月28日、東京ビジネスサミット特別賞を受賞。[85]
  - 12月8日、富山県南砺市が「FB良品 南砺」を開設。
  - 12月15日、兵庫県多可町が「FB良品 多可」を開設。
  - 12月18日、沖縄県石垣市が「FB良品 石垣島」を開設。
- 2013年（平成25年）- 1月、佐川急便株式会社と業務提携。
  - 1月23日、香川県宇多津町が「FB良品 宇多津」を開設。
  - 7月1日、岐阜県関市が「FB良品 関」を開設。
  - 7月8日、埼玉県坂戸市が「FB良品 坂戸」を開設。
  - 7月26日、徳島県上板町が「FB良品 上板」を開設。
  - 8月8日、FB良品みしま運営協議会が「FB良品 みしま」を開設。[86]
  - 9月4日、「FB良品」から、「JAPAN satisfaction guaranteed（ジャパン・サティスファクション・ギャランティード）」へ 変更した。これに伴って各地域の店舗名が「武雄sg」のように変更された。
  - 9月6日、奈良県吉野町が「吉野sg」を開設。
  - 9月26日、熊本県錦町が「錦sg」を開設。
  - 10月16日、三重県松阪市が、「松阪sg」を開設。
  - 12月25日、福岡県鞍手町が、「鞍手sg」を開設。
- 2014年（平成26年）- 1月15日、Yahoo!ショッピングで「JAPAN satisfaction guaranteed特選STORE」を開設[87]、一部出品を開始。
  - 2月3日、奈良県宇陀市が、「宇陀sg」を開設。
  - 3月26日、福島県郡山市が、「郡山sg」を開設。
  - 3月27日、京都府京丹後市が、「京丹後sg」を開設。
  - 9月17日、静岡県三島市が、売上の低迷を理由として「三島sg」の閉鎖を決定。[88][89]
  - 9月19日、静岡県三島市の公式Webサイト内の「ご当地ネット通販(三島sg)」[90]に、9月30日サイト閉鎖の記述が追加された。
  - 9月24日、JAPANsgのトップページに、10月1日付での、Yahoo!ショッピングへの移転と、JAPANsgから「自治体特選ストア」への名称変更実施、三島sgの閉鎖についてのアナウンスが掲載された。
  - 10月1日、自治体特選ストア[91]として、Yahoo!ショッピング内に移転。長崎県東彼杵町が、「自治体特選ストア 東彼杵」を開設、3日に告知[92]。
  - 12月11日、関市が「自治体特選ストア 関」の平成27年1月30日での終了を発表[93]。
  - 12月26日、「自治体特選ストア 日南」が公開[94]。
- 2015年（平成27年）- 1月5日、自治体特選ストアが宮崎県日南市による「自治体特選ストア 日南」の開設を告知[95]。
  - 1月29日、石垣市行政評価外部評価委員会が2013年度事業のうち石垣島sg（現在の自治体特選ストア石垣）について「廃止」評価を報告[47]。
  - 1月30日、自治体特選ストア関が閉店[96]。
  - 3月31日、自治体特選ストア薩摩川内[97]、陸前高田[98]、那須[99]、石垣[100]、鞍手[101][102]、京丹後[103]が閉店。
  - 6月30日、自治体特選ストア大刀洗が閉店[104]。
  - 7月31日、自治体特選ストア東彼杵が閉店[105]。
- 2016年（平成28年）- 3月31日、自治体特選ストア多可[106]、宇多津[107]、吉野[108]、錦[109]、松阪[110]、宇陀[111]、日南[112]が閉店。
- 2017年（平成29年）- 3月31日、自治体特選ストア上板[113]、坂戸[114]が閉店。
- 2018年（平成30年）- 3月29日、自治体特選ストアが終了[115]、武雄[116]、燕三条[117]、南砺[118]、郡山が閉店[119]。